# Belin-Béliet
 Belin-Béliet  là một xã thuộc tỉnh Gironde trong vùng tây nam nước Pháp.
Theo điều tra dân số năm 2006 của INSEE có dân số 3738 người.